# 南无派
南無派為道教全真派內部繁衍出七個支派之一。王重陽的弟子長真子譚處端所創。在明初傳至第五代楊理信，活躍於華北地區，其後在明代該派亦主要活動於華北。清末民初時的南無派二十代傳人劉名瑞，是當時丹術界著名之人。

## 南無派的百字「字輩表」
道本崇真理　玄微至妙仙　立在雲霄上　功成必有名
大教明清靜　宏演德惟良　悟元光體性　一志復圓融
沖壽通旅泰　了然衍望興　中和宗正巧　智慧化全家
新友聖書詔　煉就寶金丹　裕謙常禮義　慈行滿乾坤
龍虎廣修理　模照永遐齡　山川千古秀　盛希守忠賢